# Panchaia striata
Panchaia striata är en kräftdjursart som beskrevs av Stefano Taiti och Franco Ferrara 2004. Panchaia striata ingår i släktet Panchaia och familjen Trachelipodidae. Inga underarter finns listade i Catalogue of Life.